# Torrione (torrente)
Il Torrione è un torrente della provincia di Novara.

## Storia
Il Torrione è sempre stato importante per irrigare le risaie; difatti le sue acque un tempo alimentavano un nodo idraulico ben definito, che si estendeva dal torrente sino all'Agogna. Poi, l'importanza subì un declino per la costruzione del Cavo Dassi.
Oggi non è un torrente ben definito, ma bensì, è paragonabile a un colatore naturale le cui acque sono piuttosto inquinate e non possono essere utilizzate per l'irrigazione.
Attualmente, quasi tutti i canali che dipartono dal torrente sono soppressi oppure utilizzati per ricevere le acque di scarico dalle risaie,

## Percorso

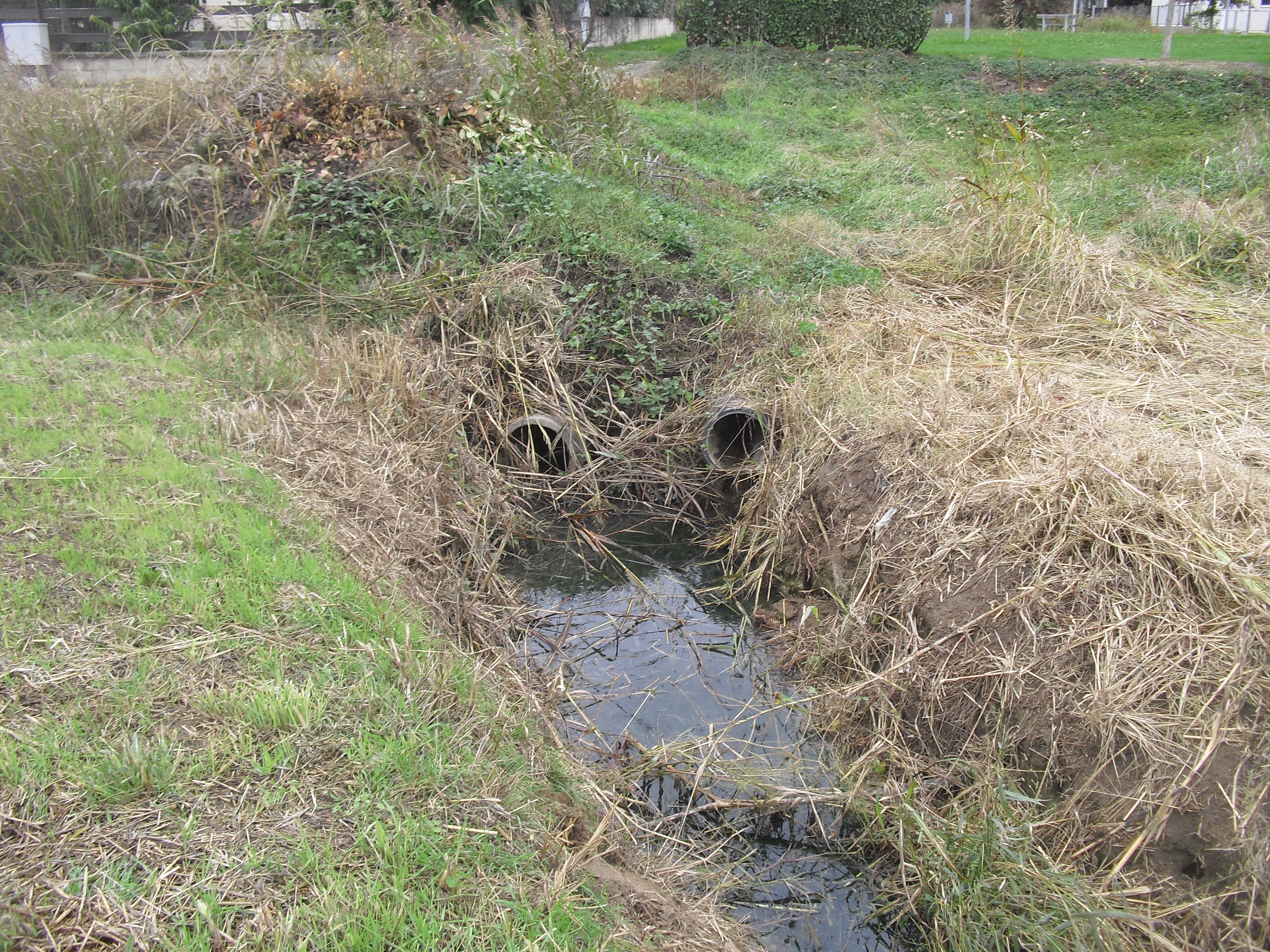
la sorgente del torrente

Il torrente nasce a sud dall'abitato di Torrion Quartara (dal quale trae il nome), scorre in direzione sud ricevendo le colature delle risaie e successivamente si unisce con il fosso Brino, proveniente dal Canale Dassi.
Dopo l'unione piega bruscamente verso est e poi ancora verso sud, per poi aggirare la Valle dell'Arbogna e terminare, dopo aver compiuto delle cascatelle, nel torrente Arbogna vicino a Garbagna Novarese.

## Problematiche
Lo scarso apporto di acque che riceve dalla sorgente, favorisce lo sviluppo di batteri, e dunque le sue acque sono molto inquinate. Difatti la sorgente del torrente non è altro che l'unione tra uno scarico di acque nere non trattate e di una fontanella, il vero ramo sorgentifero del Torrione.
Inoltre, la noncuranza dell'alveo fa sì che nei periodi di maggior piovosità, il rio esondi spesso.